# Куцокрил чагарниковий
Куцокри́л чагарниковий (Bradypterus barratti) — вид горобцеподібних птахів родини кобилочкових (Locustellidae). Мешкає в Південній Африці.

## Опис
Довжина птаха становить 15 см, вага 15 г. Виду не притаманний статевий диморфізм. Верхня частина тіла шоколадно-коричнева, надхвістя і хвіст рудуваті. Обличчя темно-коричневе, над очима світлі "брови". Груди і горло охристо-білі, поцятковані темними плямками. Живіт білий, поцяткований сірими плямками, гузка, стегна і боки коричнювато-оливкові. Хвіст довгий, східчастий. Очі карі, дзьоб чорний, лапи темно-коричневі. У молодих птахів хвіст відносно коротший, верхня частина тіла має оливковий відтінок, нижня частина тіла жовтувата.

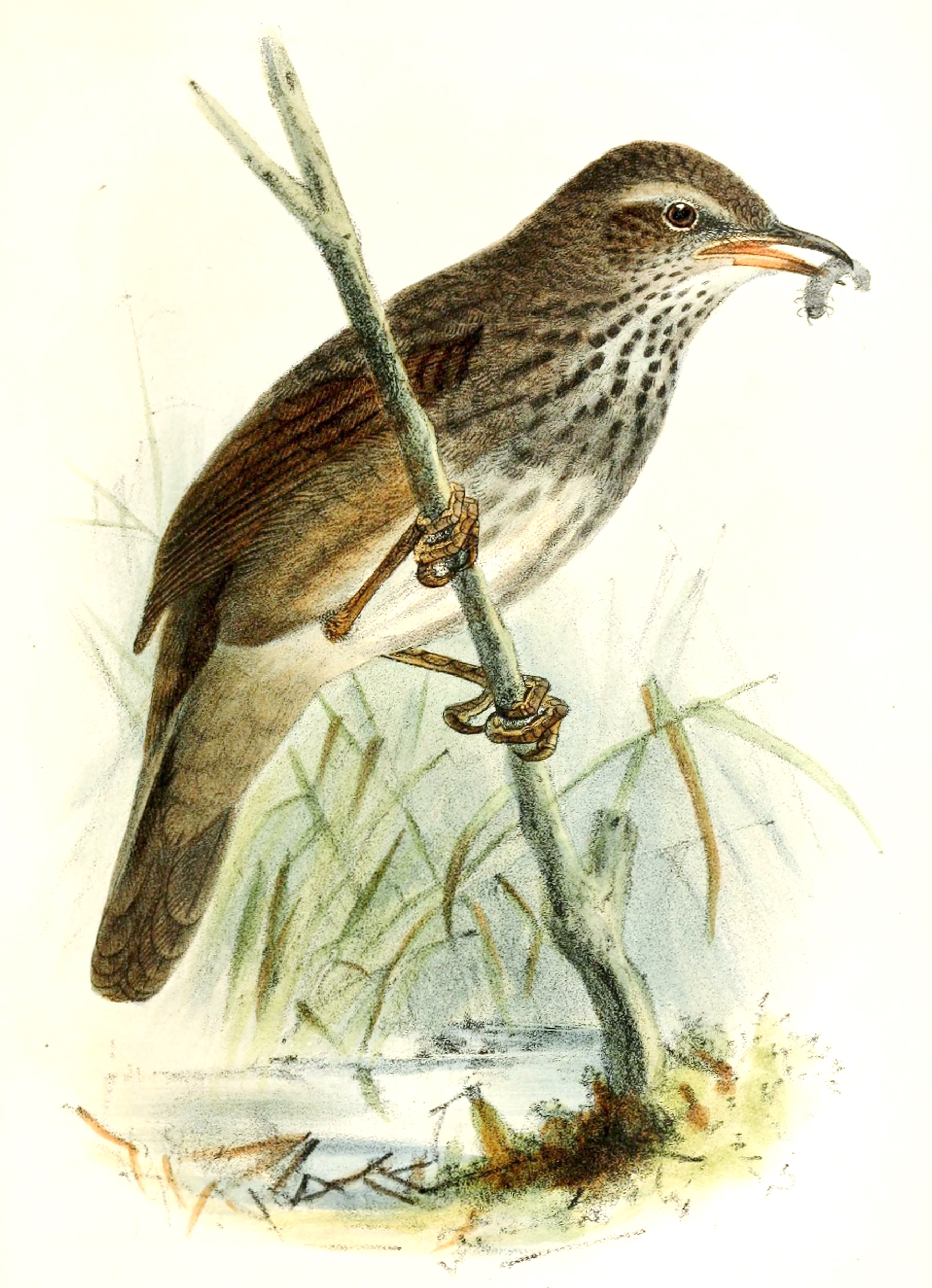
Чагарниковий куцокрил

## Підвиди
Виділяють чотири підвиди:
- B. b. barratti Sharpe, 1876 — північний схід ПАР і південний захід Мозамбіку;
- B. b. godfreyi (Roberts, 1922) — рівнини на сході ПАР;
- B. b. cathkinensis Vincent, 1948 — нагір'я на сході ПАР, Лесото;
- B. b. priesti Benson, 1946 — схід Зімбабве і захід центрального Мозамбіку.

## Поширення і екологія
Чагарникові куцокрили зустрічаються в Зімбабве, Мозамбіку, ПАР і Лесото. Взимку вони мігрують в долини. Чагарникові куцокрили живуть в підліску вологих гірських тропічних і субтропічних лісів, на узліссях і галявинах, в заростях на берегах річок і струмків.